# Usbekere
Usbekere (O'zbek, pl. O'zbeklar) er den største tyrkisk etniske gruppe i Centralasien. De ugør flertalsbefolkningen i Usbekistan, men findes også som en minoritetsgruppe i Afghanistan, Tadsjikistan, Kirgisistan, Kasakhstan, Rusland, Turkmenistan og Kina. Usbekisk diasporasamfund findes i bl.a. Tyrkiet og Pakistan.

## Etymologi
Oprindelsen til usbekernes navn er omstridt. Et synspunkt hævder, at det er et eponym opkaldt efter Uzbeg Khan, også kendt som Oghuz Khagan, Usbeg Khan og Oghuz Beg, og at ordet usbekisk stammer fra navnet Oghuz Beg.
Et andet synspunkt hævder, at navnet betyder uafhængig eller herre, fra O'z (selv-) og den tyrkiske titel Bek/Bey/Beg. En tredje teori hævder, at udtalen af Uz kommer fra en af de Oghuz-tyrkere kendt under forskellige betegnelser som Uz eller Oguz forenet med ordet Bey eller Bek som dannede ordet Oguz-Bey, der betyder "leder af en Oguz."

## Historie
De fleste usbekere er muslimer, overvejende sunnier. Folket i det, der i dag er Usbekistan konverterede til islam i 700-tallet da arabiske tropper invaderede området og fortrængte zarathustrianismen, buddhismen og den syrisk-ortodokse kristendom. Arabernas sejr over kineserne i slaget ved Talas (det nuværende Taraz i Kasakhstan, nordøst for Tasjkent) år 751 sikrede islams dominans i det tyrkiske Centralasien. Under sovjettiden svækkedes islams stilling blandt usbekerne i Usbekistan og de øvrige sovjetrepublikker, men Sovjets opløsning har ledt til fornyet interesse for islam siden 1991.